# Hôpital de Bordj Ménaïel
 (novembre 2023).
Si vous disposez d'ouvrages ou d'articles de référence ou si vous connaissez des sites web de qualité traitant du thème abordé ici, merci de compléter l'article en donnant les références utiles à sa vérifiabilité et en les liant à la section « Notes et références ».
L'hôpital de Bordj Ménaïel est une structure sanitaire située dans la commune de Bordj Ménaïel, dans la daïra de Bordj Ménaïel en région de Basse Kabylie. Il relève de la Direction de la Santé et de la Population (DSP) de la wilaya de Boumerdès, comme l'hôpital de Thénia et l'hôpital Mohamed Boudaoud de Dellys.
Cet hôpital est l'un des hôpitaux en Algérie qui relèvent du ministère de la Santé.

## Géographie

### Localisation
L'hôpital de Bordj Ménaïel se situe au nord de la ville de Bordj Ménaïel.

### Accès

#### Route
L'accès par route goudronnée à l'hôpital de Bordj Ménaïel (sanatorium), situé sur les hauteurs de la ville, n'est pas du tout évident pour les automobilistes qui continuent à se plaindre des routes complètement défoncées.

#### Hélicoptère sanitaire
Une réflexion est en cours en 2014 pour la dotation de l'hôpital de Bordj Ménaïel d'une station d'hélicoptère sanitaire.
Il s'agira d'un hélicoptère, ou de plusieurs, basé de façon permanente à l'hôpital de Bordj Ménaïel et dédié exclusivement à des missions sanitaires de transport de patients. 
La zone de stationnement de l'hélicoptère sera proche de l'enceinte des services hospitaliers afin d'éviter l'usage d'un véhicule intermédiaire. Elle devra être protégée, éclairée et homologuée.
La configuration sanitaire de l'appareil volant devra être permanente. 
Le matériel médical embarqué sera standardisé et approuvé. 
La disponibilité immédiate concernera l'équipe médicale des urgences de l'hôpital de Bordj Ménaïel, mais également le pilote qui bénéficiera de locaux d'hébergement dans l'hôpital même.
Grâce à la généralisation des numéros verts et à l'utilisation du système GPS, l'intervalle entre la survenue de l'urgence médicale dans les 32 communes et les quelques centaines de villages de la wilaya de Boumerdès et la réception de l'alerte aura tendance à diminuer.
L'hélicoptère sanitaire réduira le délai de réponse médicale après l'alerte et le signalement dans tout le périmètre de la wilaya de Boumerdès.

## Histoire
L’hôpital de Bordj Ménaïel est un ancien sanatorium construit au début de l'année 1872.
Lors de la colonisation française de l'Algérie, Bordj Ménaïel fut choisie en 1870 pour la création d’une ambulance de 120 lits d’abord, puis en 1873, d’un modeste hôpital dirigé à ces débuts par le docteur Roger.
Le grand hôpital de Bordj Ménaïel a été construit dix ans plus tard, en 1883. Il accueillait principalement des grabataires.

### Sanatorium
Avant 1950, les Algériens atteints de tuberculose étaient traités individuellement par la collapsothérapie, au besoin complétée par des "sections de brides" ou par la chirurgie.
Ces malades atteints de tuberculose étaient hospitalisés dans quelques services hospitaliers spécialisés à Alger, Oran, Constantine jusqu'en 1946.
Puis entre 1946 et 1950, ils étaient hospitalisés à Miliana, Sétif, Sidi Bel Abbès et Tizi Ouzou.
Les plus fortunés partaient en sanatorium en France, bien que les spécialistes avaient démontré en Algérie que la collapsothérapie était aussi efficace en Algérie.
À partir de 1950, plusieurs sanatoriums pour le traitement de la tuberculose furent construits en Algérie, dont le sanatorium Sidi Belloua à Tizi Ouzou et le sanatorium de Bordj Ménaïel des Béni Aïcha.
Après le séisme du mercredi 21 mai 2003, les locaux médicaux abrité par le bâtiment du sanatorium de Bordj Ménaïel ne répondent plus aux normes de sécurité et de santé.

### Hôpital
À partir de 1935, l'hôpital de Bordj Ménaïel avait connu plusieurs réaménagements et une multiplication de ses services. Il avait ainsi été agrandi en convertissant ses salles communes en chambres particulières, en créant une salle d'interventions opératoires de chirurgie, en installant un service moderne de radiologie, ainsi que l'équipement d'un laboratoire d'analyse médicale.
Ensuite, un service de maternité y a été créé pour s'occuper du suivi des femmes enceintes et des accouchements.
Des interventions de chirurgie courante y étaient pratiquées pour le trachome, les cas d'amputation et l'appendicite.
La lutte contre les maladies infectieuses était l'objet de campagnes périodiques visant la syphilis, la tuberculose, la fièvre typhoïde, le kyste hydatique, la dysenterie amibienne et le tétanos.
L'arrivée de la molécule de sulfamide en 1935, puis de la pénicilline en 1942, permirent de nettes améliorations dans les traitements de nombreuses affections dans les zones rurales autour de Bordj Ménaïel.
Il n'était pas rare que les services de l'hôpital aient à soigner un dromadaire atteint de plaies et de morsures, avec des antiseptiques.
Les médecins de l'hôpital de Bordj Ménaïel allaient, deux à trois fois par semaine, faire des consultations dans les villages aux alentours de Bordj Ménaïel.
Pendant la période des vaccinations, les médecins de l'hôpital de Bordj Ménaïel s'installaient sur la place des marchés et vaccinaient les gens contre la variole, la diphtérie, la typhoïde et la tuberculose.
Deux fois par an, les médecins de l'hôpital de Bordj Ménaïel allaient dans les écoles pour dépister, à la cuti-réaction, la tuberculose.
Les médecins de pédiatrie faisaient des tournées hebdomadaires dans les familles pour vacciner les nourrissons, et prodiguer des soins en donnant des conseils aux mères.
Pendant la saison fiévreuse, une campagne préventive antipaludique était mise en place. Elle consistait à distribuer, aux habitants des douars de Bordj Ménaïel, des comprimés de quinine.

### Centre hospitalier universitaire
La commune de Bordj Ménaïel a été dotée d'un Centre hospitalier universitaire (CHU) créé en février 1986.

### Séisme du 21 mai 2003
L’ancien hôpital de Bordj Ménaïel a été détruit par le séisme du mercredi 21 mai 2003 qui avait affecté la région de la wilaya de Boumerdès dans le nord de l'Algérie.
Après l’opération de confortement, effectuée en 2004 au niveau de l’hôpital de Bordj Ménaïel et la réorganisation des services à la suite du séisme, le nombre de lits est passé de 120 lits à 173 lits répartis comme suit:
- Médecine homme: 15 lits.
- Médecine femme: 15 lits.
- Néphrologie: 20 lits.
- Générateurs d’hémodialyse: 13 postes.
- Gynéco-obstétrique: 23 lits.
- Ophtalmologie:
- Chirurgie homme: 24 lits.
- Chirurgie femme: 24 lits.
- Pédiatrie: 40 lits en préfabriqué.

### Reconstruction
L’inauguration officielle du nouvel hôpital de Bordj Ménaïel, mis en service durant l’année 2013 après que sa réalisation ait été achevée en 2009, s'est faite en février 2014.
Cet nouvel établissement public hospitalier (EPH), d’une capacité de 120 lits, a été réalisé par l'entreprise turque Atlas Yapi pour un coût de plus de 1,3 milliard DA.
À rappeler que le démarrage de cette reconstruction s'est fait en novembre 2006 après que des crédits saoudiens aient été reçus et la soumission effectuée.
À l'achèvement de cette nouvelle structure hospitalière, son équipement a nécessité la mobilisation d’une enveloppe de plus de 1 milliard DA.
Doté de plusieurs spécialités médicales et chirurgicales et d’un plateau technique performant, dont des moyens d’imagerie médicale, cet hôpital a pour vocation de dispenser des soins de proximité et de contribuer à la décongestion des structures de santé de la wilaya de Boumerdès, ainsi que d’épargner aux malades de fastidieux et onéreux déplacements vers les hôpitaux d’autres wilayas.
L’ancien hôpital, après avoir subi des travaux d’aménagements pour effacer les stigmates du séisme, a été destiné à la médecine générale avec une capacité d'accueil de 120 lits.
Outre l'hôpital de Bordj Ménaïel, la wilaya de Boumerdès compte deux autres hôpitaux à Bordj Menaïel et Dellys, en plus d'un service des urgences médicales à Boumerdès, assurant une offre globale de 900 lits, soit un lit pour 851 habitants.
Cette reconstruction a vu l'hôpital de Bordj Ménaïel être doté d'un pavillon des urgences ainsi que d'une polyclinique lui étant rattachée.
La finalisation de la réalisation des accès et voirie à l'hôpital de Bordj Ménaïel vise à humaniser l'exploitation de cette structure hospitalière en favorisant la circulation fluide des véhicules et piétons dans son enceinte.

## Direction
|     | Directeur    | Début | Fin  |
| 1er | larfi        |       |      |
| 2e  | amrar mohand |       | 2007 |
| 3e  | Saïd Ouabbas | 2007  | 2016 |

## Services cliniques et médico-techniques
L'hôpital de Bordj Ménaïel dispose de 06 services cliniques et médico-techniques.
- Service de chirurgie générale.
- Service de gynécologie-obstétrique.
- Service de médecine interne.
- Service de néphrologie et d'hémodialyse.
- Service d'ophtalmologie.
- Service des urgences médico-chirurgicales..

La capacité totale d'accueil de ces 06 services de l’hôpital de Bordj Ménaïel est de 230 lits.

### Service de chirurgie générale
Le nombre de blocs opératoires de l'hôpital de Bordj Ménaïel est de 03 alors que le nombre de salles opératoires est de 06.
La capacité d'accueil de ce service de chirurgie générale est de 72 lits.

### Service de gynécologie-obstétrique
La capacité d'accueil de ce service de gynécologie-obstétrique est de 30 lits.

### Service de médecine interne
La capacité d'accueil de ce service de médecine interne est de 48 lits.

### Service de néphrologie et d'hémodialyse
La capacité d'accueil de ce service de néphrologie et d'hémodialyse est de 20 lits.

### Service de d'ophtalmologie
La capacité d'accueil de ce service d'ophtalmologie est de 10 lits.
En novembre 2013, le service d'ophtalmologie de l'hôpital de Bordj Ménaïel fonctionnait encore au ralenti.
Malgré la disponibilité des moyens matériaux nécessaires, ce service n'assurait que les consultations et les soins d'urgence.
Le groupe électrogène de ce service était aussi en panne.

### Service de pédiatrie
La capacité d'accueil de ce service de pédiatrie est de 20 lits.
Ce service était abrité dans des chalets en préfabriqué après le séisme du mercredi 21 mai 2003.
La reconstruction de ce service de pédiatrie a été encouragée par l’équipement qui a été offert par la fondation SOS-Kinderdorf International.
Ce service bien équipé est doté de plus de 03 couveuses dont chacune nécessite une stérilisation de 72 heures.

### Service des urgences médico-chirurgicales
La capacité d'accueil de ce service des urgences médico-chirurgicales est de 40 lits.

### Service de médecine légale
La réalisation d'un service de médecine légale avec morgue à l'hôpital de Bordj Ménaïel vise à permettre à ce service d'accomplir convenablement ses différentes missions médico-légales.

### Service de radiologie médicale
En octobre 2014, il était attendu la mise en fonction du scanner se trouvant à l’hôpital de Bordj Ménaïel.
Le scanner de l’hôpital de Bordj Ménaïel n’était toujours pas mis en service faute de  médecin radiologue.
À l’hôpital de Bordj Ménaïel, le service de radiologie est assuré par 7 manipulateurs dont 2 femmes alors que le service nécessite 13 pour répondre à la demande des patients 24/24.

### École paramédicale
L'école paramédicale de la wilaya de Boumerdès a vu son lieu d'implantation proposé à Bordj Ménaïel.
Le projet de cette infrastructure d'enseignement paramédical dans l'enceinte de l'hôpital de Bordj Ménaïel permet aux futurs techniciens de la santé d'être à l'intérieur et éviter les déplacements pour les heures de formation.

### Incinérateur de déchets médicaux
Au niveau de l’établissement hospitalier de Bordj Ménaïel, l’absence d’un incinérateur de déchets médicaux est à déplorer.
En 2009, les déchets d’activités de soins à risques infectieux n'étaient guère traités comme le prévoit la réglementation.
À l'hôpital de Bordj Ménaïel, les seringues, les languettes, les déchets des perfusions étaient déposés dans des bacs à ordures au même titre que les ordures ménagères.
Les hôpitaux de Thénia, Dellys et Bordj Menaïel dégagent à eux seuls près de 500 kg de déchets médicaux par jour.

## Ressources humaines
Le personnel médical de l'hôpital de Bordj Ménaïel compte un effectif global de 552 praticiens de la santé.
Ces praticiens se partagent en 46 médecins généralistes, 62 médecins spécialistes et 218 paramédicaux.